# Heinrich Cotta
Johann Heinrich Cotta, född 30 oktober 1763 i Kleine Zillbach vid Wasungen i Thüringen, död 25 oktober 1844 i Tharandt, var en tysk skogsman; far till Bernhard von Cotta. 
Cotta var sachsiskt överforstråd och särskilt betydelsefull som grundläggare av skogsinstitutet i Tharandt. Han var själv under en längre tid dess direktor och förste lärare. 
Han var tillika en mycket framstående författare i skogsvetenskap och grundlade "das Flächenfachwerk", eller den på ytvidden grundade fackverksmetoden.